# Équipe de Mongolie féminine de basket-ball
Cet article traite de l'équipe féminine. Pour l'équipe masculine, voir Équipe de Mongolie masculine de basket-ball.
Maillots
L'équipe de Mongolie féminine de basket-ball (en mongol : Монголын эмэгтэй сагсан бембегийн шигшээ баг) est une sélection des meilleures joueuses mongoles de basket-ball. L'équipe nationale est contrôlée par la Fédération mongole de basket-ball (MBA).